# 宋佳
宋佳（1980年11月13日—），女，中国大陆演员、歌手。为与同名的前辈女演员宋佳区分，在出道初期曾被稱為小宋佳。

## 演艺经历
宋佳出生于黑龙江哈尔滨，8歲起跟隨著名月琴演奏家馮少先學習柳琴，高中就讀于瀋陽音樂學院附屬中等音樂學校。2000年，獲瀋陽音樂學院取錄，卻在學姐范志博提議下，報考上海戏剧学院表演系並獲取錄，從而走上演藝之路。大学一年级时，出演首部电视剧《其实不想走》。
2006年，签约橙天娱乐，与刘嘉玲、胡军共同主演的电影《好奇害死猫》上映，她也因此获得了第26届中国电影金鸡奖最佳女配角提名，开始在影坛崭露头角。2007年，出演的电视剧《闯关东》热播，凭农家姑娘“谭鲜儿”一角为广大观众认识。2007年，与独立唱片厂牌十三月唱片合作，并于次年年初推出首张个人专辑《能不能幸福》，谢天笑、万晓利担任专辑制作人。
2012年，与张嘉译合作的电视剧《悬崖》播出，反响热烈，凭借该剧接连获得第18届上海电视节白玉兰奖最佳女演员、第26届中国电视金鹰奖观众喜爱的女演员奖。2013年，凭电影《萧红》获得第29届中国电影金鸡奖最佳女主角奖。其后演出的著名作品包括《四十九日·祭》《风中有朵雨做的云》《小舍得》《人世间》等。2024年，凭女性现实主义题材电影《好东西》、电视剧《山花烂漫时》受到观众注目。

## 个人生活
2003年，宋佳在拍摄电视剧《出水芙蓉》时，与剧中演员陈龙因戏生情，但恋情最终无疾而终。2007年，参演电视剧《中国往事》，与剧中导演张黎传出绯闻。2016年，参演电影《陆壵知马俐》，与片中音乐人、火星电台组合成员黄少锋相识。

## 影视作品

### 电视剧
| 首播年份 | 剧名               | 角色           | 备注             |
| 2000年   | 其实不想走         |                |                  |
| 2002年   | 越活越精彩         | 刘雨           |                  |
| 2003年   | 出水芙蓉           | 方晓轩         |                  |
| 2003年   | 出乎意料           | 荣姗姗         |                  |
| 2004年   | 逆水寒             | 晚晴           |                  |
| 2004年   | 故乡的云           |                |                  |
| 2005年   | 一生为奴           | 慈安太后       |                  |
| 2006年   | 真情无限之继母     | 笑笑（毁容后） |                  |
| 2008年   | 闯关东             | 鲜儿           |                  |
| 2008年   | 红日               | 黎青           |                  |
| 2008年   | 中国往事           | 郑玉楠         |                  |
| 2009年   | 跟我的前妻谈恋爱   | 俞晓红         |                  |
| 2009年   | 雾里看花           | 黄忆江         |                  |
| 2010年   | 红色摇篮           | 钩吻草         | 客串             |
| 2010年   | 大女当嫁           | 姜大雁         |                  |
| 2010年   | 白狼               | 白晓月         |                  |
| 2011年   | 风车               | 何爽           |                  |
| 2011年   | 孔子春秋           | 顏徵在         |                  |
| 2011年   | 圣天门口           | 阿彩           |                  |
| 2012年   | 悬崖               | 顾秋妍         |                  |
| 2012年   | 大男当婚           | 赵凯           |                  |
| 2012年   | 那样芬芳           | 荣芬芳         |                  |
| 2013年   | 我们这拨人         | 牧歌           | 2010年拍攝       |
| 2013年   | 小兒難養           | 簡寧           |                  |
| 2014年   | 极品女士第三季     |                | 客串，网络剧     |
| 2014年   | 爷们儿             | 陳麗           |                  |
| 2014年   | 四十九日·祭        | 玉墨           |                  |
| 2015年   | 嘿，老头！         | 易爽           |                  |
| 2015年   | 极品女士第四季     | 理髮店顧客     | 客串，网络剧     |
| 2015年   | 少帅               | 凤至           |                  |
| 2016年   | 有你就好           | 唐申申         | 2012年拍攝       |
| 2020年   | 欢喜猎人           | 太奶奶         | 客串             |
| 2020年   | 生活像阳光一样灿烂 | 白灿烂         | 2017年拍攝       |
| 2020年   | 白色月光           | 张一           |                  |
| 2021年   | 小舍得             | 南俪           |                  |
| 2022年   | 人世间             | 周蓉           |                  |
| 2022年   | 盛装               | 陈开怡         |                  |
| 2023年   | 纵有疾风起         | 烁冰           |                  |
| 2023年   | 回响               | 冉咚咚         | 网络剧           |
| 2023年   | 问苍茫             | 宋庆龄         |                  |
| 2024年   | 山花烂漫时         | 张桂梅         |                  |
| 待播     | 她们               |                | 网络剧           |
| 待播     | 奇迹               | 吴雅           | 單元《丛林奇遇》 |
| 待播     | 芳名三九           |                |                  |

### 电影
| 上映年份 | 电影名             | 角色           | 备注           |
| 2003年   | 非常浪漫           | 姗姗           |                |
| 2003年   | 午夜惊魂           |                |                |
| 2004年   | 天黑请闭眼         | 李佳           |                |
| 2006年   | 谈谈心恋恋爱       | 林巧儿         |                |
| 2006年   | 好奇害死猫         | 梁晓霞         |                |
| 2006年   | 大电影之数百亿     | 楊開慧         | 友情出演       |
| 2007年   | 爱情呼叫转移       | 罗燕燕         |                |
| 2007年   | 救我               | 姜妍           |                |
| 2008年   | 赤壁               | 骊姬           |                |
| 2008年   | 桃花运             | 林聪           |                |
| 2009年   | 大内密探灵灵狗     | 彩云公主       |                |
| 2010年   | 李小龙             | 于素秋         |                |
| 2011年   | 用心跳             |                | 客串           |
| 2011年   | 西藏往事           | 雍措           |                |
| 2011年   | 幸福快递           | 李洁           | 短片           |
| 2011年   | 遍地狼烟           | 柳烟           |                |
| 2012年   | 热爱岛             | 泛丽           |                |
| 2013年   | 萧红               | 萧红           |                |
| 2015年   | 师父               | 赵国卉         |                |
| 2016年   | 我的特工爷爷       | 春花母亲       | 客串           |
| 2016年   | 陆垚知马俐         | 马俐           |                |
| 2016年   | 那年夏天你去了哪里 | 宁静           |                |
| 2017年   | 拆弹专家           | 李家雯(Carmen) |                |
| 2017年   | 冰之下             | 冰冰           |                |
| 2017年   | 建军大业           | 宋庆龄         |                |
| 2018年   | 诗人               | 陈蕙           |                |
| 2018年   | 胖子行动队         | 特工美女       |                |
| 2019年   | 风中有朵雨做的云   | 林慧           |                |
| 2019年   | 欲念游戏           |                | 客串           |
| 2019年   | 我和我的祖国       | 呂瀟然         | 護航篇         |
| 2019年   | 你是凶手           | 白兰           |                |
| 2020年   | 风平浪静           | 潘晓霜         |                |
| 2021年   | 第十一回           | 甄曼玉         |                |
| 2021年   | 超级的我           | 花儿           |                |
| 2021年   | 阳光劫匪           | 晓雪           |                |
| 2021年   | 1921               | 高君曼         |                |
| 2021年   | 中国医生           | 黄佳慧         |                |
| 2021年   | 我和我的父辈       | 韩婧雅         | 單元《鸭先知》 |
| 2022年   | 你是我的春天       | 王雅尔         |                |
| 2024年   | 朝云暮雨           | 相亲女子       |                |
| 2024年   | 祝你幸福！         | 白慧           |                |
| 2024年   | 好东西             | 王铁梅         |                |
| 2025年   | 轻于鸿毛           | 李鱼           |                |
| 2025年   | 三滴血             |                |                |
| 未上映   | 诗眼倦天涯         |                |                |
| 待上映   | 破阵子             |                |                |
| 待上映   | 余烬               |                |                |
| 待上映   | 惊蛰无声           |                |                |

### 节目
| 首播年份 | 类型   | 名稱         | 角色     | 备注         |
| -------- | ------ | ------------ | -------- | ------------ |
| 2014年   | 真人秀 | 一年级       | 小花老师 | 實習生活老師 |
| 2019年   | 真人秀 | 小姐姐的花店 | 大管家   | 常驻成员     |

### 綜藝節目
- 2013年 说出你的故事 第20130311期 嘉賓
- 2013年 星月私房话 第20131013期 嘉賓
- 2013年 中国访谈 第20131025期 嘉賓
- 2014年 天天向上 第20141031期 嘉賓
- 2014年 快樂大本營 第20141206期 嘉賓
- 2014年 鲁豫有约 第20141211期 嘉賓
- 2014年 鲁豫有约 第20141216期 嘉賓
- 2014年 大牌驾到 第20141230期 嘉賓
- 2015年 奔跑吧兄弟 第二季（第3集20150501期）嘉賓
- 2015年 奔跑吧兄弟 第三季（第2集20151106期）嘉賓
- 2016年 王牌對王牌 第一季（第5集20160226期）嘉賓
- 2016年 拜託了冰箱中國版 第二季（第5集20160622期，第6集20160629期）嘉賓
- 2016年 快樂大本營 第20160702期 嘉賓
- 2018年 聲臨其境 第一季（第10集20180310期）朱亞文的助聲嘉賓
- 2018年 天天向上 第20180430期 嘉賓
- 2018年 跨界歌王 第三季（第20180609期）補位嘉賓
- 2018年 跨界歌王 第三季（第20180616期）補位嘉賓
- 2018年 跨界歌王 第三季（第20180625期）補位嘉賓
- 2019年 快樂大本營 第20190330期 嘉賓

### 歌曲
- 2006年 單曲 《散就散了》電影 好奇害死猫
- 2007年 专辑 《女人的夢》
- 2008年 专辑 《能不能幸福》
- 2011年 單曲 《彩虹的尽头》電影 遍地狼烟主题曲
- 2012年 單曲 《成長》電視劇 那樣芬芳插曲
- 2014年 單曲 《一年級》真人秀 一年級主题曲
- 2016年 單曲 《花》電影 陸垚知馬俐主题曲
- 2018年 专辑 《HER》
- 2019年 专辑 《在外面》
- 2020年 單曲 《陪著你》電視劇 生活像陽光一樣燦爛片尾曲
- 2021年 單曲 《春睏》

## 影视奖项
| 年份 | 奖项                      | 分类                     | 提名作品             | 结果 | 备注   |
| ---- | ------------------------- | ------------------------ | -------------------- | ---- | ------ |
| 2007 | 第26届中国电影金鸡奖      | 最佳女配角               | 《好奇害死猫》       | 提名 |        |
| 2010 | 第16届北京影视春燕奖      | 最佳电影女配角           | 《好奇害死猫》       | 獲獎 | [ 5 ]  |
| 2012 | 第18届上海电视节          | 白玉兰奖最佳女主角       | 《悬崖》             | 獲獎 | [ 6 ]  |
| 2012 | 第26届中国电视金鹰奖      | 观众喜爱的电视剧女演员奖 | 《悬崖》             | 獲獎 | [ 7 ]  |
| 2012 | 第26届中国电视金鹰奖      | 最佳表演艺术奖           | 《悬崖》             | 獲獎 | [ 7 ]  |
| 2012 | 第55届亚太电影节          | 最佳女主角               | 《萧红》             | 提名 |        |
| 2013 | 第29届中国电影金鸡奖      | 最佳女主角               | 《萧红》             | 獲獎 | [ 8 ]  |
| 2013 | 第29届中国电视剧飞天奖    | 优秀女演员               | 《悬崖》《圣天门口》 | 提名 |        |
| 2013 | 第1届温哥华华语电影节     | 红枫叶奖最佳女主角       | 《萧红》             | 獲獎 | [ 9 ]  |
| 2013 | 第15届中国电影华表奖      | 优秀女演员               | 《萧红》             | 提名 |        |
| 2013 | 第9届中美电影节           | 优秀女演员               | 《萧红》             | 獲獎 | [ 10 ] |
| 2014 | 第5届中国电影导演协会     | 优秀女演员               | 《萧红》             | 提名 |        |
| 2015 | 第3届新西兰亚太电影节     | 优秀女演员               | 《萧红》             | 獲獎 | [ 11 ] |
| 2015 | 第二届中美国际电视节      | 年度最具影响力演员奖     | 《 嘿，老头！》      | 獲獎 | [ 12 ] |
| 2016 | 第1届金羊奖澳门国际电影节 | 最佳女演员               | 《师傅》             | 獲獎 | [ 13 ] |
| 2016 | 第20届华鼎奖              | 最佳女演员               | 《师傅》             | 獲獎 | [ 14 ] |
| 2016 | 第7届中国电影导演协会     | 最佳女演员               | 《师傅》             | 提名 |        |
| 2016 | 第23届北京大学生电影节    | 最佳女演员               | 《师傅》             | 提名 |        |
| 2016 | 第16届华语电影传媒大奖    | 最佳女演员               | 《师傅》             | 提名 |        |
| 2016 | 第22届上海电视节          | 白玉兰奖最佳女主角       | 《少帅》             | 提名 |        |
| 2017 | 第31届中国电影金鸡奖      | 最佳女主角               | 《陆垚知马俐》       | 提名 |        |
| 2020 | 第11届中国电影导演协会    | 2019年年度女演员奖       | 《风中有朵雨做的云》 | 提名 |        |
| 2022 | 第六屆金骨朵網絡影視盛典  | 年度品質女演員           |                      | 獲獎 |        |
| 2024 | 2024微博電影之夜          | 年度口碑演員             |                      | 獲獎 | [ 15 ] |
| 2024 | 第29届上海电视节白玉兰奖  | 最佳女配角               | 《問蒼茫》           | 提名 | [ 16 ] |
| 2025 | 第30届上海电视节白玉兰奖  | 最佳女主角               | 《山花烂漫时》       | 獲獎 | [ 17 ] |

## 私人生活
2006年曾與演員陳龍傳過緋聞, 2007年拍攝電視劇《中國往事》與導演張黎傳緋聞, 同年張黎與其第五任妻子離婚, 2008被媒體報導二人同居, 2010年傳兩人已分手。 2016年1月，被媒體拍到和火星電台主唱黃少峰同遊泰國蘇梅島，兩人疑似熱戀。

## 軼事
因為名字與同是上海戲劇學院的前輩女演員宋佳完全一樣, 在初入行時曾被建議改名, 但小宋佳多番在訪問及博客中表示名字是父母給予的, 不願意因為工作改名。